# Erica polifolia
Erica polifolia là một loài thực vật có hoa trong họ Thạch nam. Loài này được Salisb. ex Benth. mô tả khoa học đầu tiên năm 1839.